# موريل باومايستر
موريل باومايستر (بالألمانية: Muriel Baumeister )‏ (و. 1972  م) هي ممثلة أفلام من ألمانيا، والنمسا، ولدت في سالزبورغ.

## وصلات خارجية
- موريل باومايستر على موقع IMDb (الإنجليزية)
- موريل باومايستر على موقع مونزينجر (الألمانية)
- موريل باومايستر على موقع ألو سيني (الفرنسية)
- موريل باومايستر على موقع أول موفي (الإنجليزية)
- موريل باومايستر على موقع ديسكوغز (الإنجليزية)
- موريل باومايستر على موقع قاعدة بيانات الفيلم (الإنجليزية)
- موريل باومايستر على موقع كينوبويسك (الروسية)